# Вальтер Ганке
Вальтер Ганке (нім. Walter Hanke або Ріхард Ганке нім. Richard Hanke, 18 березня 1910, Вроцлав — 2 вересня 1980, Інгольштадт) — німецький футболіст, що грав на позиції нападника. Відомий виступами, зокрема, у складі клубів «Бреслауер 06», ВАК, «Мец» і «Ренн». Фіналіст кубка Мітропи.

## Кар'єра
З 1929 і по 1931 рік виступав у складі клубу «Бреслауер 06». У 1931 році досягнув з командою другого місця у своїй групі в чемпіонаті Південної Німеччини. У 1930 році у рідному Бреслау став учасником матчу національної збірної Німеччини проти Норвегії. Вийшов на заміну у другому таймі замість травмованого Карла Гоманна, а уже на 55-й хвилині відкрив рахунок у матчі. Втім, втримати перевагу німцям не вдалося і гра завершилась нічиєю 1:1.
Влітку 1931 року приєднався до команди ВАК для участі у кубку Мітропи 1931 року, куди ВАК потрапив як переможець національного кубку. В чвертьфіналі ВАК у першій грі несподівано розгромив у Будапешті місцеву Хунгарію з рахунком 5:1, а Ганке став автором двох голів. Незважаючи на таку перевагу, матч-відповіді не видався для віденців простим. «Хунгарія» забила два м'ячі на 2-й і 3-й хвилинах матчу, а на початку другого тайму ще й третій. Втім на більше угорці не спромоглися, чудову гру демонстрував знаменитий воротар австрійців Рудольф Гіден, а фактичну крапку у грі поставив саме Вальтер на 81-й хвилині, встановивши остаточний рахунок — 1:3. В 1/2 фіналу ВАК зустрічався з чехословацькою «Спартою». У першій грі австрійці вдома поступились з рахунком 2:3. У матчі-відповіді ВАК вів у рахунку 3:0, але втратив перевагу, дозволивши «спартанцям» зрівняти рахунок. Перемогу і можливість зіграти у матчі-переграванні команді з Австрії приніс гол Гайнріха Гілтля на 88-й хвилині. У переграванні в Празі ВАК переміг 2:0 завдяки голам Франца Цізара і Гайнріха Гілтля. У фіналі зустрічались дві австрійські команди ВАК і «Вієнна». В першій грі ВАК вигравав після першого тайму 2:0, але втратив перевагу і поступився 2:3. У матчі відповіді уже «Вієнна» у першому таймі вела з рахунком 2:0. Після перерви гравці ВАКу відіграли лише один гол і вдруге поступились супернику. Ганке забив по голу у кожному з матчів..
У чемпіонаті Австрії 1931–1932 Ганке зіграв 11 матчів і забив 6 голів.
З 1932 по 1935 рік грав у чехословацькій команді ДСВ Сааз, де виступали переважно етнічні німці. З командою ставав чемпіоном аматорського чемпіонату для німецьких команд Чехословаччини у 1934 і 1935 роках. У сезоні 1934/35 виступав у вищому чехословацькому дивізіоні в команді «Простейов».
У 1935—1937 роках виступав у французькому клубі «Мец», після чого ще два сезони відіграв у команді «Ренн».
| Дата       | Місто   | Господарі | Результат | Гості    | Турнір           | Голи | Примітки |
| ---------- | ------- | --------- | --------- | -------- | ---------------- | ---- | -------- |
| 02/11/1930 | Вроцлав | Німеччина | 1 – 1     | Норвегія | товариський матч | 1    | 46'      |
| Усього     |         | Матчів    | 1         |          | Голів            | 1    |          |

### Статистика виступів у кубку Мітропи
| №                      | Розіграш               | Стадія                 | Дата та місце проведення | Команда 1              | Рахунок | Команда 2      | Голи    |
| ---------------------- | ---------------------- | ---------------------- | ------------------------ | ---------------------- | ------- | -------------- | ------- |
| 1                      | 1931                   | 1/4                    | 13.08.1931 Будапешт      | Хунгарія               | 1:5     | ВАК            | 61' 69' |
| 2                      | 1931                   | 1/4                    | 19.08.1931 Відень        | ВАК                    | 1:3     | Хунгарія       | 81'     |
| 3                      | 1931                   | 1/2                    | 10.09.1931 Відень        | ВАК                    | 2:3     | Спарта (Прага) |         |
| 4                      | 1931                   | 1/2                    | 17.09.1931 Будапешт      | Спарта (Прага)         | 3:4     | ВАК            |         |
| 5                      | 1931                   | 1/2 перегравання       | 7.10.1931 Будапешт       | Спарта (Прага)         | 0:2     | ВАК            |         |
| 6                      | 1931                   | фінал                  | 8.11.1931 Цюрих          | Ферст Вієнна           | 3:2     | ВАК            | 2'      |
| 7                      | 1931                   | фінал                  | 12.11.1931 Відень        | ВАК                    | 1:2     | Ферст Вієнна   | 65'     |
| Всього у кубку Мітропи | Всього у кубку Мітропи | Всього у кубку Мітропи | Всього у кубку Мітропи   | Всього у кубку Мітропи | 7       |                | 5       |